# دانیل یلیشیچ
دانیل یلیشیچ (انگلیسی: Daniel Jelišić؛ زادهٔ ۱۸ فوریهٔ ۲۰۰۰) بازیکن فوتبال است.
از باشگاه‌هایی که در آن بازی کرده‌است می‌توان به باشگاه فوتبال بایرن مونیخ اشاره کرد.